# Alpina B6 GT3

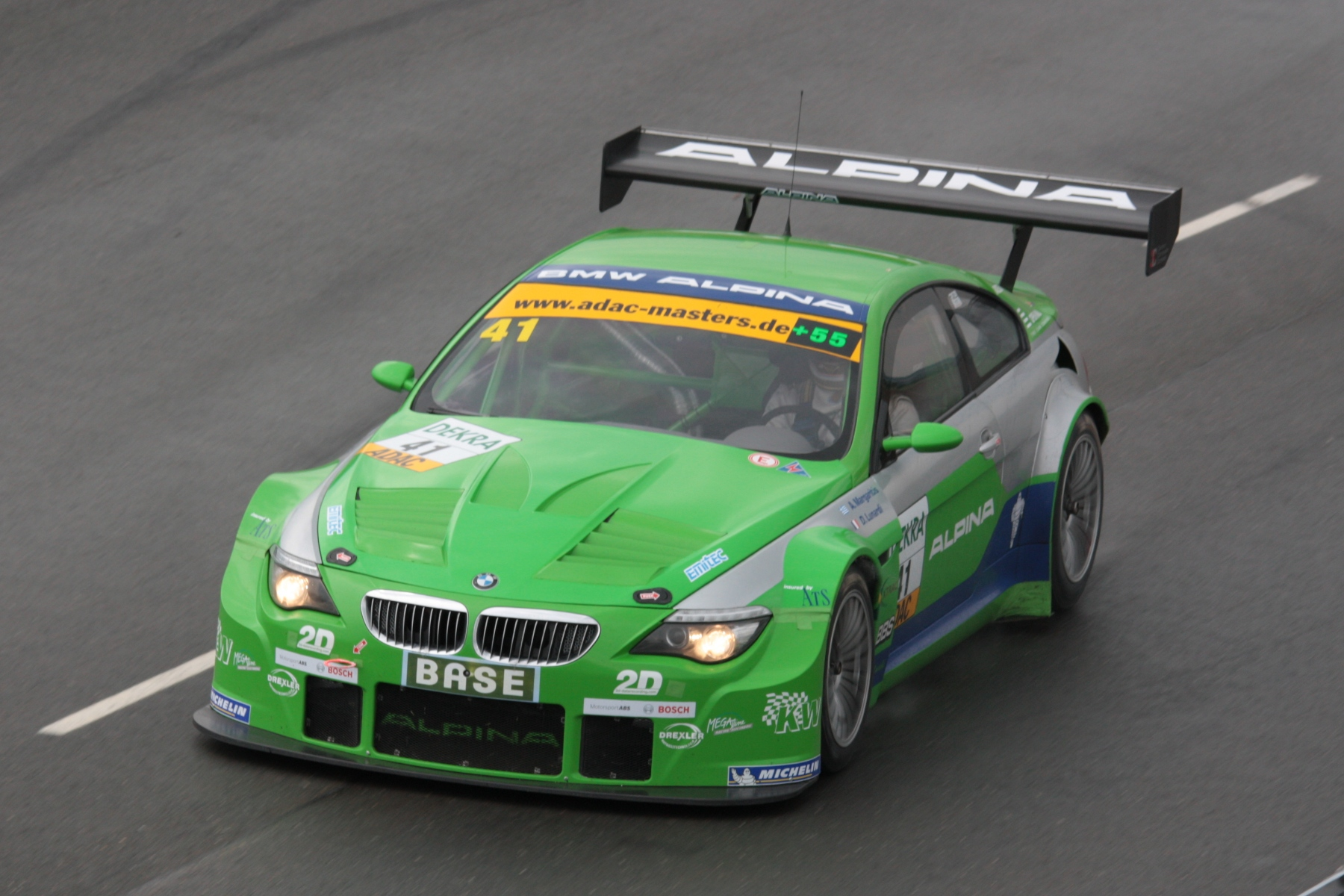
Alpina B6 GT3

Der Alpina B6 GT3 ist ein Gran-Turismo-Rennwagen der Gruppe GT3 von Alpina Burkard Bovensiepen.
Besonders erfolgreich war das Fahrzeug in der ADAC GT Masters. Von 2009 bis 2012 siegte der Alpina B6 GT3 in dieser Rennserie bei insgesamt zwölf Rennen. Alexandros Margaritis und Dino Lunardi gewannen 2011 im Alpina B6 GT3 die Fahrerwertung im ADAC GT Masters.

## Entwicklung
Alpina entschloss sich 2008 dazu, auf Basis des Alpina B6 S einen Rennwagen nach GT3-Reglement zu entwickeln. Der 4,4-Liter-V8-Motor mit Kompressoraufladung wurde aus dem Serienfahrzeug übernommen, die Leistung blieb bei 390 kW (530 PS) und das maximale Drehmoment bei 725 Newtonmetern. Das Leergewicht wurde von rund 1700 auf 1300 Kilogramm gesenkt. Damit beschleunigte das Fahrzeug in 3,9 Sekunden von 0 auf 100 km/h und erreichte auf der Nürburgring-Nordschleife eine Höchstgeschwindigkeit von 285 km/h. Zu Beginn des Jahres 2009 absolvierte der Wagen seine ersten Testfahrten auf der Rennstrecke und wurde Anfang März auf dem Genfer Auto-Salon erstmals der Öffentlichkeit vorgestellt.
Für die Saison 2011 wurde der Wagen stark modifiziert, neben dem Fahrwerk und der Aerodynamik wurden auch Motor und Getriebe überarbeitet. Durch das hohe Fahrzeuggewicht und das sehr hohe Drehmoment hatten die Fahrer oftmals mit übermäßigem Reifenverschleiß zu kämpfen. Das offiziell Alpina B6 GT3 Evo 2011 genannte Fahrzeug wurde mit einem 5,0-Liter-V8-Saugmotor ausgestattet, der Kraftstoffverbrauch des Wagens konnte damit um 15 Prozent reduziert werden, außerdem sank das Leergewicht auf nun 1230 Kilogramm. Der verwendete Motor basiert weitestgehend auf dem BMW-Aggregat aus der amerikanischen Grand-Am Sports Car Series und leistet ebenfalls 390 kW (530 PS), jedoch ein maximales Drehmoment von nur noch 530 Nm.

## Renneinsätze
Alpina setzte 2009 zwei Fahrzeuge in der FIA-GT3-Europameisterschaft ein und gab damit nach 20 Jahren sein Comeback im Rennsport. Die besten Resultate waren zweite Plätze von Jens Klingmann und Martin Matzke auf dem Circuit Paul Ricard sowie von Claudia Hürtgen und Csaba Walter auf dem Circuit Zolder. In der Teamwertung verbuchte Alpina den siebten Platz. Alpina brachte ebenfalls zwei B6 GT3 beim 24-Stunden-Rennen auf dem Nürburgring und bei einigen Rennen der BFGoodrich Langstreckenmeisterschaft Nürburgring und des ADAC GT Masters an den Start. Andreas Wirth und Klingmann erzielten bei einem Rennen des ADAC GT Masters auf dem Nürburgring den ersten Rennsieg mit dem Alpina B6 GT3. Die beiden Finalläufe in Oschersleben konnten Hürtgen und Maxime Martin erneut gewinnen. Außerdem trat der französische Rennstall Sport Garage 2009 als erstes Kundenteam mit zwei Alpina B6 GT3 in der GT3-Europameisterschaft und in der französischen GT-Meisterschaft an.
Nach der Saison 2009 beendete Alpina vorläufig die Werks-Renneinsätze mit dem B6 GT3, da der Hersteller sich nun stärker auf die Unterstützung des Kundensports konzentrieren wollte. Die Fahrzeuge wurden an das österreichische Team S-Berg Racing verkauft, das 2010 in der GT3-Europameisterschaft und im ADAC GT Masters an den Start ging. Andreas Wirth und Martin Matzke gewannen im ADAC GT Masters die beiden Läufe auf dem Nürburgring. Sie beendeten die Saison auf Platz sechs in der Fahrerwertung, während S-Berg Racing Platz fünf in der Teamwertung belegte. Sport Garage setzte 2010 weiterhin zwei Alpina B6 GT3 in der französischen GT-Meisterschaft ein.
2011 bestritten S-Berg Racing und Sport Garage keine weiteren Rennen mit dem Alpina B6 GT3. Stattdessen nahm als neues Kundenteam Engstler Motorsport mit zwei Fahrzeugen, die nun mit dem 5,0-Liter-V8-Saugmotor ausgestattet waren, am ADAC GT Masters teil. Die Fahrerpaarung Alexandros Margaritis und Dino Lunardi siegte bei 4 von 16 Saisonläufen (Oschersleben, Zolder, Assen, Hockenheimring) und errang den Titel. Engstler Motorsport belegte Rang zwei in der Teamwertung. 2011 wurde auch jeweils ein Alpina B6 GT3 unter der Leitung des Marc VDS Racing Teams bei einem Rennen der Blancpain Endurance Series sowie unter der Leitung von Dörr Motorsport bei drei VLN-Läufen eingesetzt.
Alpina kehrte 2012 in das ADAC GT Masters zurück und setzte werksseitig einen Alpina B6 GT3 mit der Besatzung Dino Lunardi und Maxime Martin ein. Das zweite Fahrzeug lief weiterhin unter der Leitung von Engstler Motorsport. Lunardi und Martin siegten bei 3 von 16 Rennen (Oschersleben, 2× Nürburgring). Das Fahrerduo lag über weiter Teile der Saison aussichtsreich im Titelkampf und beendete die Saison schließlich auf Rang vier in der Fahrerwertung. Im Laufe der Saison wurde die Motorleistung drei Mal durch einen kleineren Luftmengenbegrenzer reduziert. Alpina sah sich bei der „Balance of Performance“ durch den DMSB benachteiligt und zog sich zum Saisonende werksseitig aus dem ADAC GT Masters zurück.
2013 befindet sich kein Alpina B6 GT3 in einer internationalen Rennserie im Einsatz.